# Kenzō Saeki
Pour les articles homonymes, voir Saeki.
Kenzō Saeki (サエキけんぞう, Saeki Kenzō) né le 28 juillet 1958 à Chiba, est un musicien, compositeur, parolier et producteur japonais.

## Divers
- Il est le parolier de Ai no Tane (愛の種, Les graines de l'amour?), le premier single indépendant des Morning Musume avant leur lancement en major.
- En 2003 il sort un album hommage à Serge Gainsbourg : L'homme A La Tête De Sushi.
- En 2008 il participe à la compilation Cloclo Made In Japan en hommage à Claude François où il reprend les titres Le Lundi au soleil et Magnolias for ever